# Даляохэ
Даляохэ (кит. упр. 大辽河, букв. «Большая Ляохэ») — река на северо-востоке Китая, в провинции Ляонин.
Когда-то это был главный рукав реки Ляохэ, через который она впадала в Ляодунский залив, вбирая по пути в себя воды рек Хуньхэ и Тайцзыхэ. В конце XIX века город Инкоу, расположенный у её устья, стал на несколько десятилетий главным портом Маньчжурии.
Однако в 1958 году были проведены земляные работы, которые отделили Даляохэ от Ляохэ (второстепенными, контролируемыми, протоками), и теперь река является слиянием лишь Хуньхэ и Тайцзыхэ.
Длина реки составляет 94 км, площадь бассейна — 1926 км². От устья вверх по реке проходит приливная волна.